# Ujong Blang (Kuta Baro)
Ujong Blang is een bestuurslaag in het regentschap Aceh Besar van de provincie Atjeh, Indonesië. Ujong Blang telt 524 inwoners (volkstelling 2010).